# Diecezja Nawakszut
Diecezja Nawakszut (łac.: Dioecesis Nuakchottensis) – rzymskokatolicka diecezja w Mauretanii.
Siedziba biskupa znajduje się w katedrze w Nawakszucie.
Podlega bezpośrednio pod Stolicę Apostolską.
Swoim zasięgiem obejmuje państwo Mauretania.

## Historia
- 18 grudnia 1965 – utworzenie diecezji Nawakszut

## Biskupi
- abp[1] Michel-Jules-Joseph-Marie Bernard C.S.Sp. (18 grudnia 1965 − 21 grudnia 1973)
- bp Robert de Boissonneaux de Chevigny C.S.Sp. (21 grudnia 1973 − 10 lipca 1995)
- bp Martin Happe M. Afr. (10 lipca 1995 - 10 lutego 2024)
- bp Victor Ndione (10 lutego 2024 - obecnie)

## Główne świątynie
- Katedra w Nawakszucie